# Brandon Spikes
Brandon Spikes (Shelby, 3 settembre 1987) è un giocatore di football americano statunitense che milita nel ruolo di linebacker nella National Football League (NFL) e dal 2015 è free agent. Fu scelto nel corso del secondo giro (62º assoluto) del Draft NFL 2010 dai New England Patriots. Al college ha giocato a football alla Università della Florida vincendo due campionati NCAA e venendo premiato come All-American.

## Carriera professionistica

### New England Patriots

#### 2010
Spikes fu scelto dai New England Patriots nel corso del secondo giro del Draft 2010. Divenne rapidamente l'inside linebacker titolare della difesa dei Patriots, accanto a Jerod Mayo. Contro i Baltimore Ravens nella settimana 6, Spikes mise a segno ben 16 tackle nella vittoria della sua squadra ai supplementari. Il primo intercetto in carriera lo fece registrare nella vittoria della 13 sui New York Jets nel Monday Night Football. Il 10 dicembre 2010, prima della gara della settimana 14 contro i Chicago Bears, Spikes fu sospeso per quattro gare (tutto il resto della stagione regolare 2010) per la violazione della politica della NFL sull'abuso di sostante vietate, trovando tale sostanza nel farmaco che il giocatore utilizza per curare la propria sindrome da deficit di attenzione e iperattività. Quello stesso giorno, Spikes pubblicò il seguente comunicato:
La sua stagione da rookie terminò con 61 tackle, un intercetto e tre passaggio deviati in 12 presenze, di cui otto come titolare.

#### 2011
Nella stagione 2011, Spikes disputò otto partite nella stagione regolare, di cui sei come titolare, facendo registrare 47 tackle e un passaggio deviato. Partì come titolare anche nel Super Bowl XLVI, in cui i Patriots furono sconfitti dai New York Giants.

#### 2012
Nella settimana 7 contro i New York Jets, Spikes mise a segno il suo primo sack in carriera. Il 16 novembre fu multato di 25.000 dollari per un colpo illegale nella settimana 10 contro i Buffalo Bills. La stagione di Spikes si concluse con i nuovi primati in carriera per tackle (92), sack (1) e fumble forzati (5), in 15 presenze, tutte come titolare tranne una.

### Buffalo Bills
Il 14 marzo 2014, Spikes firmò coi Buffalo Bills un contratto annuale del valore di 3,25 milioni di dollari.

## Palmarès
- American Football Conference Championship: 1

New England Patriots: 2011
- Campionati NCAA: 2

Florida Gators: 2006, 2008

## Statistiche
| Partite totali      | 51  |
| Partite da titolare | 39  |
| Tackle              | 286 |
| Sack                | 1,0 |
| Intercetti          | 2   |
| Fumble forzati      | 5   |

Statistiche aggiornate alla stagione 2013